# Ten Horns - Ten Diadems
Ten Horns - Ten Diadems es un recopilatorio de la banda noruega de black metal, Satyricon.

## Lista de canciones
1. "Filthgrinder" – 6:42
2. "Dominions of Satyricon" – 9:26 (Remasterizada)
3. "Forhekset" – 4:31
4. "Night of Divine Power" – 5:49 (Remasterizada)
5. "Hvite Krists Død" – 8:29
6. "Mother North" – 6:25
7. "Supersonic Journey" – 7:48
8. "Taakeslottet" – 5:52 (Remasterizada)
9. "Serpent's Rise" – 3:20
10. "Repined Bastard Nation" – 5:42